# Domy čp. 1 a 3 ve Zbýšově
Domy čp. 1 a 3 jsou pozůstatky barokního dvora ve Zbýšově na Kutnohorsku.

## Historie
Domy pocházejí z období kolem poloviny 18. století. Dvůr se stávajícím půdorysem je zachycen na vojenské mapě z šedesátých let 18. století, podobný půdorys je již na mapě stabilního katastru z roku 1838. Areál počátkem 19. století vyhořel a později byly domy upraveny na školu, po roce 1872 proběhly další úpravy na nájemní dům a od roku 1901 zde byla četnická stanice. V roce 1949 proběhla rekonstrukce obou objektů, další stavební úpravy následovaly ve druhé polovině 20. století.
Od roku 2019 je soubor obou budov chráněn jako kulturní památka. Obec plánuje rekonstrukci obou domů.

## Architektura
Oba spojené domy jsou přízemní, ze smíšeného zdiva a zastřešené valbovou střechou s pálenými taškami. Ve zdivu se uplatňuje několik gotických nebo renesančních, druhotně použitých prvků. Fasády jsou hladké, zdobené lizénovými rámy. Okna jsou doplněna šambránami.
Budova je aktuálně rozdělena na byty, z nichž některé jsou doplněny sklípky. V některých z bytů je částečně dochovaná původní prkenná podlaha, jeden z bytů má původní plackovou klenbu. Dochovalo se i několik původních dveří.